# Джейсън Судейкис
Да̀ниъл Джѐйсън Судѐйкис (на английски: Daniel Jason Sudeikis, [ˈdænjəl ˈdʒeɪsən sʊˈdeɪkɪs]) е американски актьор и сценарист.
Роден е на 18 септември 1975 година във Феърфакс в семейството на бизнесмен с литовско-ирландски произход, но израства в Оувърлънд Парк. През 90-те години започва да работи като комик импровизатор, а от 2005 година участва популярното телевизионно предаване „Сатърди Найт Лайв“. По-широка известност получава с ролята си във филма „Шефове гадняри“ („Horrible Bosses“, 2011), а през 2020 година създава сериала „Тед Ласо“ („Ted Lasso“), в който играе и главната роля, донесла му две награди „Златен глобус“ за актьор в комедиен сериал.

## Избрана филмография
- „Да си остане във Вегас“ („What Happens In Vegas“, 2008)
- „Отстреляй бившата“ („The Bounty Hunter“, 2010)
- „Любов от разстояние“ („Going the Distance“, 2010)
- „Шефове гадняри“ („Horrible Bosses“, 2011)
- „Ергени за седмица“ („Hall Pass“, 2011)
- „Семейство Милър“ („We're the Millers“, 2013)
- „Шефове гадняри 2“ („Horrible Bosses 2“, 2014)
- „Денят на мама“ („Mother's Day“, 2016)
- „Зубрачките“ („Booksmart“, 2019)
- „Тед Ласо“ („Ted Lasso“, 2020 – ...)